# Tuliszków
Tuliszków là một thị trấn thuộc huyện Turecki, tỉnh Wielkopolskie ở trung-tây Ba Lan. Thị trấn có diện tích 7 km². Đến ngày 1 tháng 1 năm 2011, dân số của thị trấn là 3373 người và mật độ 482 người/km².